# Xerraire de Bhutan
El xerraire de Bhutan (Trochalopteron imbricatum) és un ocell de la família dels leiotríquids (Leiothrichidae).

## Hàbitat i distribució
Viu entre la malesa del bosc, arbusts i herba alta a l'Himàlaia a Bhutan i oest d'Arunachal Pradesh.